# Hasta la vista
Hasta la Vista (bra: Hasta la Vista - Venha Como Você É) é um filme de drama produzido na Bélgica em 2011, dirigido por Geoffrey Enthoven e com atuações de Gilles De Schryver, Robrecht Vanden Thoren, Tom Audenaert e Isabelle de Hertogh.
Sua estreia no Brasil ocorreu em 25 de maio de 2012.

## Elenco
- Gilles De Schryver como Lars
- Robrecht Vanden Thoren como Philip
- Tom Audenaert como Joseph
- Isabelle de Hertogh como Claude
- Karlijn Sileghem
- Johan Heldenbergh
- Kimke Desart como Yoni
- Kateline Verbeke
- Karel Vingerhoets[3]
- Xandra Van Welden como sommelier
- Luc Verhoeven como comerciante de vinho
- Itziar Luengo como Reina

## Prêmios
- O filme foi selecionado como o filme de abertura do Festival de Cinema de Ostend no início de setembro de 2011.[nota 1]
- Hasta la vista foi incluído na seleção oficial do Festival Internacional de Cinema de Montreal. Esse garantiu ao filme no final de agosto de 2011 o primeiro prêmio, o Grand Prix des Amériques de distância, e o Prêmio do Público e uma menção especial do Júri Ecumênico.[nota 1][4]
- Em outubro de 2011, o filme ganhou o Grande Prêmio e o Prêmio Jovem no Festival Internacional de Cinema de Valladolid.[nota 1][5]
- O filme foi incluído na seleção de “Alice nella città” do Festival Internacional de Cinema de Roma.[nota 1]
- Além disso, o filme ganhou o Prêmio do Público no Festival de Cinema do Norte em Leeuwarden e no 15º Festival Internacional de Cinema do Alpe d'Huez.[nota 1][6]
- No Cinequest Film Festival 22 na Califórnia foi Hasta la vista com o prêmio de melhor filme de comédia.[nota 1][7]
- Em julho de 2012, o filme ganhou o Prêmio do Público na 47ª edição do Festival Internacional de Cinema de Karlovy Vary.[nota 1][8]
- Na 25ª edição dos Prêmios do Cinema Europeu, o filme foi levado ao público remoto.[nota 1][9]

## Remakes
O filme teve um remake neerlandês de 2016 e um estadunidense de 2019.